# Проспект 60-летия Октября (Хабаровск)
Проспе́кт 60-летия Октября́ — проспект в Индустриальном и Железнодорожном районах города Хабаровска. Проходит от пересечения с улицей Суворова до пересечения с улицей Карла Маркса. Является одной из основных магистралей города. Соединяет южные районы города с остальными, минуя центр. Нумерация домов ведётся от улицы Суворова. Общее направление с севера на юг.
Проходит вдоль Транссибирской железнодорожной магистрали.
Преобладает промышленная и коммерческая застройка. Единственные крупные жилые кварталы — микрорайоны: ст. Хабаровск II и Большой аэродром (ДОСы).
Основные примыкающее улицы:
- ул. Суворова.
- Аэродромная ул.
- Промывочная ул.
- ул. Юности — транспортная развязка.
- Ленинградская ул — Восточное шоссе — транспортная развязка.
- ул. Карла Маркса — транспортная развязка.

## Происхождение названия
Назван в 1977 году в ознаменование 60-й годовщины Октябрьской революции.
Прежнее название — улица Дунайская (около современного микрорайона Хабаровск II) и улица Гаражная (в районе пересечения с ул. Карла Маркса). Между ними шел безымянный технологический проезд вдоль Транссиба.
Согласно генплану Хабаровска от 1967 года улица должна была стать «продольной скоростной магистралью, соединяющей все районы города, с выходами на севере в промышленный район, на юго-западе в пригородную зону и на юге на Владивостокское шоссе».

## Транспорт
Остановки от начала улицы: «Завод отопительного оборудования» (ОБД), «Переезд», «Сортировочная горка» (бывш. «Детский сад»), «ул. Циолковского» (бывш. «Посёлок»), «Парк железнодорожников» (бывш. «Магазин № 1»), «Рынок» (микрорайон Второй Хабаровск), «Виадук», «Школа ДОСААФ», «Локомотивное Депо», «ул. Зелёная», «ул. Приморская» (бывш. «Хасан»), «Юбилейная» (бывш. «Кинотеатр „Юбилейный“»), «Южнопортовая», «Поворот Хабаровск-2», "Швейная фабрика «Восток», «Завод „Продмаш“», «Стрела» (бывш. «Автопарк»), «Проспект 60-летия Октября» (бывш. «Гаражная»).
- Автобусы, №: 14, 18, 19, 24, 29, 40, 56, 102
- Маршрутное такси, №: 22, 81, 83, 85
- Троллейбус №: 4, 5 (ранее)

Вблизи проспекта расположены платформы пригородных электричек: «Рубероидный завод», «Хабаровск-2» («Ледопункт»), «Парк им. Гагарина», «Локомотивное депо», «Юбилейная», «Швейная фабрика».

## Интересные факты
В 1990-е годы предлагалось назвать его Купеческим.
В 2022 году на прямой линии губернатору Хабаровского края Михаилу Дегтяреву поступило предложение о переименовании проспекта 60-летия Октября в Хабаровске в проспект поэта Мандельштама — он был в Хабаровске 2 дня (8-9 октября 1938 г.), их вагон стоял в отстойнике на Втором Хабаровске, когда его везли в ссылку во Владивосток.
- На ул. Дунайской (Второй Хабаровск, проспект 60-летия Октября, 124) в 1956 году родился и жил журналист Игорь Коц.
- На ул. Гаражной (проспект 60-летия Октября, 63, ныне 171, кв. 1) жили журналисты, литераторы, поэты Людмила Миланич и Роальд Добровенский, в 1961 г. родилась их дочь Елена Добровенская[2].
- На ул. Гаражной (проспект 60-летия Октября, 63, ныне 171, кв. 1) с 1961 года периодами жил краевед Анатолий Жуков, переехав в Хабаровск в 1977 г.
- На ул. Дунайской (Второй Хабаровск, проспект 60-летия Октября, 88) в 1977 году родился и живёт журналист, главный редактор газеты «Приамурские ведомости» Константин Пронякин[2].

В 1960 году дальневосточный поэт Михаил Асламов написал о проспекте оду «Стихи о Гаражной улице», первый опыт белого стиха.